# Lena Nordin
Lena Maria Nordin, född 18 februari 1956 i Visby är en svensk hovsångerska (sopran).

## Biografi och karriär
Lena Nordin är utbildad vid Musikhögskolan i Malmö med sångpedagogexamen, och Operahögskolan i Stockholm. Nordin slog igenom i Verdis Luisa Miller 1986. Hon har varit verksam 31 år som solist vid Kungliga Operan i Stockholm, där hon sjungit bland annat Violetta, Donna Anna, Konstanze, Antonia, Rosalinda, Madama Butterfly, Lauretta, Sophie, Cleopatra, Grevinnan i Figaros Bröllop, Nedda, Marguerite och Frau Fluth. Efter att ha erövrat de flesta sopranrollerna i det lyriska facket och även ett antal koloraturroller gick hon så småningom över till mer lirico-spinto-artade roller, som Elisabetta i Don Carlos och Leonora i Trubaduren.
Lena Nordin har även uppträtt på bland annat Det Kongelige Teater i Köpenhamn, operan i Darmstadt, Deutsche Oper Berlin, Finska Nationaloperan, La Fenice i Venedig och San Carlo i Lissabon i roller som Odabella i Attila, Elena i Vespri Siciliani, Daphne, Amelia i Maskeradbalen och Prinzessin i Schrekers opera Das Spielwerk. Bland framgångsrika roller kan nämnas titelrollen i Bellinis Norma och titelrollen i Donizettis Maria Stuarda.Till den breda repertoaren hör även titelrollen i Puccinis Tosca, Lady Macbeth i Verdis Macbeth samt Ortrud i Wagners Lohengrin. Nordin pensionerades från operan 2014 i samband med ett framförande av Verdis Stiffelio. Hon återkom sedan som gäst 2015 i rollen som Mme. Lidoine i Karmelitersystrarna och 2017 som Kostelnicka i Jenufa.
Sedan 2018 äger Lena Nordin en resebyrå med operaresor som huvudsaklig inriktning. 

## Priser och utmärkelser
- 1986 – Svenska Dagbladets operapris
- 1987 – Birgit Nilsson-stipendiet
- 1988 – Gunn Wållgren-stipendiet
- 1991/92 –  Operapriset av Tidskriften OPERA
- 1991 – Operakonstens vänner i Skåne (OVIS), Orfeus-statyetten[1]
- 1997 – Jussi Björlingstipendiet
- 1999 – Hovsångerska
- 2003 – Litteris et Artibus

- Christina Nilsson stipendier, kulturpristagare i Växjö kommun 2 ggr, Frimurarkulturstipendiemottagare 2 ggr, och många fler. Lena Nordin är även Växjö-ambassadör.

## Diskografi (urval)
- Christina Gyllenstierna i Naumanns Gustaf Wasa. Kungliga hovkapellet. Dir. Philip Brunell. Virgin classics CDCB 5 45148 2. Svensk mediedatabas.
- Mary Stuart, queen of Scots. Swedish society discofil SCD 1076. Svensk mediedatabas.
- Mozart arias. Buebell ABCD-071. Svensk mediedatabas.
- Operaarior av Mozart, Verdi och Gounod. Swedish Society Discofil SCD 1062. Svensk mediedatabas.
- Operagala. Bluebell ABCD 065. Svensk mediedatabas.
- Eine kleine... Chamber sound CSCD 96018. Svensk mediedatabas.
- Alles Kapriolen. Dir. Siegfried Köhler. 1999. Wergo Alcra ALC 5105-2. Svensk mediedatabas.
- Notturno – Canto. Ingvar Lidholm 58-63. Norrköping Symphony Orchestra. Dir. Lü Jia. BIS CD-1200.
- Three songs. Ingvar Lidholm 44-58. Norrköping Symphony Orchestra. Dir. Lü Jia. BIS CD-1190.

## Teater

### Roller (urval)
| År   | Roll  | Produktion                                    | Regi            | Teater        |
| ---- | ----- | --------------------------------------------- | --------------- | ------------- |
| 1982 |       | Animalen Lars Johan Werle och Tage Danielsson | Tage Danielsson | Oscarsteatern |
| 1983 | Maria | Nine Maury Yeston                             | Gene Nettles    | Oscarsteatern |